# Baud
Baud [båd] eller Bd är en måttenhet för hur många gånger per sekund en signal ändras. I tidiga modem motsvarade en puls en databit. En siffra, ett alfabetiskt tecken eller ett styrtecken byggs upp av en startbit, 7-8 databitar, 1-2 stoppbitar och eventuellt en paritetsbit, vilket innebär att ett modem med kapaciteten 300 Baud kunde överföra ca 30 tecken per sekund.
Moderna modem uppnår höga datahastigheter genom selektiv modulering. Genom att använda fasmodulering med tolv olika fasvinklar (30° intervall) där fyra av dem dessutom kan ha två olika amplitudvärden (amplitudmodulering) kan ett modem uppnå 56 600 bits/sekund eller mer.
Enheten är uppkallad efter Émile Baudot (1845–1903).